# Sarolta Georgina mecklenburg–strelitzi hercegnő
Sarolta szász–hildburghauseni hercegné, született Sarolta mecklenburg-strelitzi hercegnő (Hannover, 1769. november 17. – Hildburghausen, 1818. május 14.) 

## Származása
Sarolta hercegnő II. Károly mecklenburg–strelitzi nagyherceg (1741–1816) és Friderika Karolina Lujza hessen-darmstadti hercegnő (1752–1782) tíz gyermeke között a a leggidősebb volt. 

## Élete
Sarolta az életének első éveit Hannoverban töltötte, ahol az apja  a Hannoveri Választófejedelemség kormányzója volt. 
1785.  szeptember 3-án-ban Hildburghausenan Sarolta hercegnő feleségül ment Frigyes szász–altenburgi herceghez.

## Gyermekei
- Friedrich herceg (1786–1786), csecsemőkorban meghalt.
- Sarolta hercegnő (1787–1847), aki 1805-ben Pál württembergi királyi herceghez (1785–1852) ment feleségül.
- Auguste (1788–1788), csecsemőkorban meghalt.
- Joseph herceg (1789–1868), 1834-től 1848-ig apja utódaként Szász-Altenburg uralkodó hercege, aki 1817-ben Amalie von Württemberg hercegnőt (1799–1848) vette feleségül.
- Friederike hercegnő (1791–1791), csecsemőkorban meghalt.
- Terézia Sarolta (Therese Charlotte) hercegnő (1792–1854), 1810-től Lajos bajor trónörökös felesége, 1825-től királyné.
- Lujza hercegnő (1794–1825), aki 1813-ban Wilhelm von Nassau-Weilburg herceghez (1792–1839) ment feleségül, férje 1806-tól I. Vilmos néven a Nassaui Hercegség uralkodója lett.
- Ferenc herceg (1795–1800), kisgyermekként meghalt.
- György  herceg (1796–1853), 1848-tól 1853-ig bátyjának utódaként Szász-Altenburg uralkodó hercege, aki 1825-ben Maria von Mecklenburg-Schwerin hercegnőt (1803–1862) vette feleségül.
- Frigyes herceg (1801–1870), nem nősült meg.
- Miksa (1803–1803), csecsemőként meghalt.
- Eduard herceg (1804–1852), bajor királyi altábornagy, az első schleswig-holsteini háború (1848–1851) hadvezére, aki 1835-ben Amalie von Hohenzollern-Sigmaringen hercegnőt (1815–1841), majd 1842-ben Luise Reuß zu Greiz hercegnőt (1822–1875) vette feleségül.